# 直視型双安定ストレージチューブ

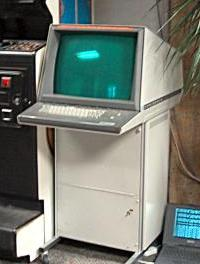
「DVBST」ストレージ表示画面を備えたTektronix 4010

直視型双安定ストレージチューブ（Direct-view bistable storage tube、略称：DVBST）はテクトロニクス社が開発した蓄積管の仕組みを説明するために使用した名称である。この装置は画像データを人間の目で直視できる図として表示すると同時にメモリーとして記録する、メモリーを読み出す事が出来る。
チューブ自体が表示装置と記憶装置を兼用する性質を利用してコストを大幅に削減した安価なCAD端末であるTektronix 4010シリーズが作られた。
直視型双安定ストレージチューブの技術は米国海軍調査研究所のAndrew Haeffと、1940年代後半のフレディー・ウィリアムスとトム・キルバーンによって期待されていた。
テクトロニクス社のRobert H. Andersonは、1950年代後半にHaeffの概念を改良して、信頼性が高くシンプルなDVSTを作成した。

## 原理
DVBSTは幅の広い低速の電子ガンである「フラッドガン」と従来と同じ画面を描画するための「ライティングガン」の二つの電子銃を実装している。ライティングガンはワイヤーグリッドをスキャンして蛍光物質を励起させてネガティブイメージを作成する。次にフラッドガンがグリッドを維持するエネルギーを与えて画像を固定する。
画面の1ドットが1ビットのメモリーに対応して、画素数分の記憶装置として機能する。励起している領域は入ってくる電子をはじくので、弾かれて戻ってきた電子を測定することで非破壊でデータを読み出すことが出来る。
この技術にはいくつかの長所と短所があった。
基本的にテレビのような動く画像を表示する用途には使えず、コンピューター端末の動かない図面などを表示するための装置として特化していた

### 長所
- リフレッシュが必要ない。
- 非常に複雑な画像がちらつきなしに非常に高い解像度で表示できる。

### 短所
- 通常、色は表示されない。
- 画像の一部だけを消去できない。
- 複雑な画像の場合、消去と再描画のプロセスに数秒かかる場合がある。
- アニメーションなどの動画は表示できない。
- 画像の一部を変更するには画像全体を再描画する必要がある。

## 実用
テクトロニクス製のDVBSTは以下の製品で使用された
アナログオシロスコープ
- 564オシロスコープ

- タイプ601モニタ（1968年）

- 611モニタ

- 7313および7514プラグインメインフレームオシロスコープ

コンピュータ端末
- Tektronix 4010シリーズ

消去は画面全体を緑色の明るいフラッシュで消去する必要があり「均等な緑色のフラッシュマシン（the mean green flashin machine）」というニックネームが付けられた。
一部のDVBST実装では、動的に更新された、保存されていない少量のデータの「ライトスルー」も許可されていた。これにより、コンピュータ端末にカーソルや作成中のグラフィック要素などを表示することができた。

## スキアトロン
ストレージチューブの代替ソリューションは、スキアトロンとしても知られる「ダークトレース」CRTでした。このCRTは、チューブスクリーンの表面にある従来の発光リン光物質層を塩化カリウムなどの低コストな物質に置き換えた。 塩化カリウムは結晶に電子ビームが当たると、そのスポットが半透明の白から濃いマゼンタ色に変化する特性がある。このようなCRTを白または緑の円形蛍光灯のバックライトで照らすと、結果の画像は、緑の背景に対して黒の情報として、または白の背景に対してマゼンタの情報として表示される。表示された画像の半永久的な保存以外の利点は、結果として得られるディスプレイの明るさが照明源と光学系によってのみ制限されることです。
画像は、スコトフォアに高強度の赤外光をあふれさせるか、電熱加熱によって消去されるまで保持される。従来の偏向およびラスター形成回路を使用して、2レベルの画像を膜上に作成し、CRTに電力が供給されない場合でも保持することができた。ドットの配列、たとえば8×8を使用することにより、64のグレーレベルを表すより大きなピクセルを形成できる。そのようなデバイスの1つであるD36Image Displayは、DICOMED Corporationによって作成され、技術論文が1972年にスイスのジュネーブで開催された電気光学会議で発表された。

## 特許
- アメリカ合衆国特許第 3,293,473号 1962 Anderson

## リファレンス
- パイオニアエレクトロニクス（1964）
- スキアトロン、またはダークトレースチューブ（1948）
- 4AP10スキアトロンデータシート
- Electron Devices Vol ED-14 No. 23 1967年12月のIEEEトランザクション、 「簡略化された直視型双安定ストレージチューブ」 、RHアンダーソン